# Come Through (H.E.R.)
Come Through è un singolo della cantautrice statunitense H.E.R., pubblicato il 30 aprile 2021 come terzo estratto dal suo album in studio di debutto Back of My Mind.

## Descrizione
Il brano vede la partecipazione del cantautore statunitense Chris Brown ed è stato prodotto da Cardiak, Mike Will Made It e Mr. Wu10. È un brano R&B.

## Video musicale
Il video musicale del brano è stato reso disponibile sul canale YouTube di H.E.R. il 13 maggio 2021.

## Tracce
Testi di Gabriella Wilson e Christopher Brown, musiche di Cardiak, Mike Will Made It e Mr. Wu10.
1. Come Through (feat. Chris Brown) – 3:34

## Classifiche
| Classifica (2021) | Posizione massima |
| ----------------- | ----------------- |
| Australia         | 96                |
| Canada            | 91                |
| Regno Unito       | 75                |
| Stati Uniti       | 64                |